# Frolovski
Frolovski (en rus: Фроловский) és un poble (un possiólok) de l'óblast de Briansk, a Rússia, segons el cens del 2013 tenia 13 habitants. Pertany al districte de Komàritxi.